# Vancouver Whitecaps FC
Vancouver Whitecaps FC – kanadyjski klub piłkarski z siedzibą w Vancouver w Kolumbii Brytyjskiej, założony 18 marca 2009. Whitecaps są siedemnastym klubem, który dołączył do Major League Soccer, zastępując drużynę o tej samej nazwie, grającej do 2010 roku w USSF Division 2. W sezonie 2012, Whitecaps stali się pierwszą kanadyjską drużyną, która zakwalifikowała się do playoff MLS.

## Trenerzy
- Teitur Thordarson (2011-maj 2011)
- Tom Soehn (tymczasowy) (maj 2011 – październik 2011)
- Martin Rennie (październik 2011-2013)
- Carl Robinson (2013- obecnie)

## Sukcesy
- Amway Canadian Championship
  - 2 miejsce (2): 2011, 2012
- Walt Disney World Pro Soccer Classic
  - 1 miejsce (1): 2022